# Señor No

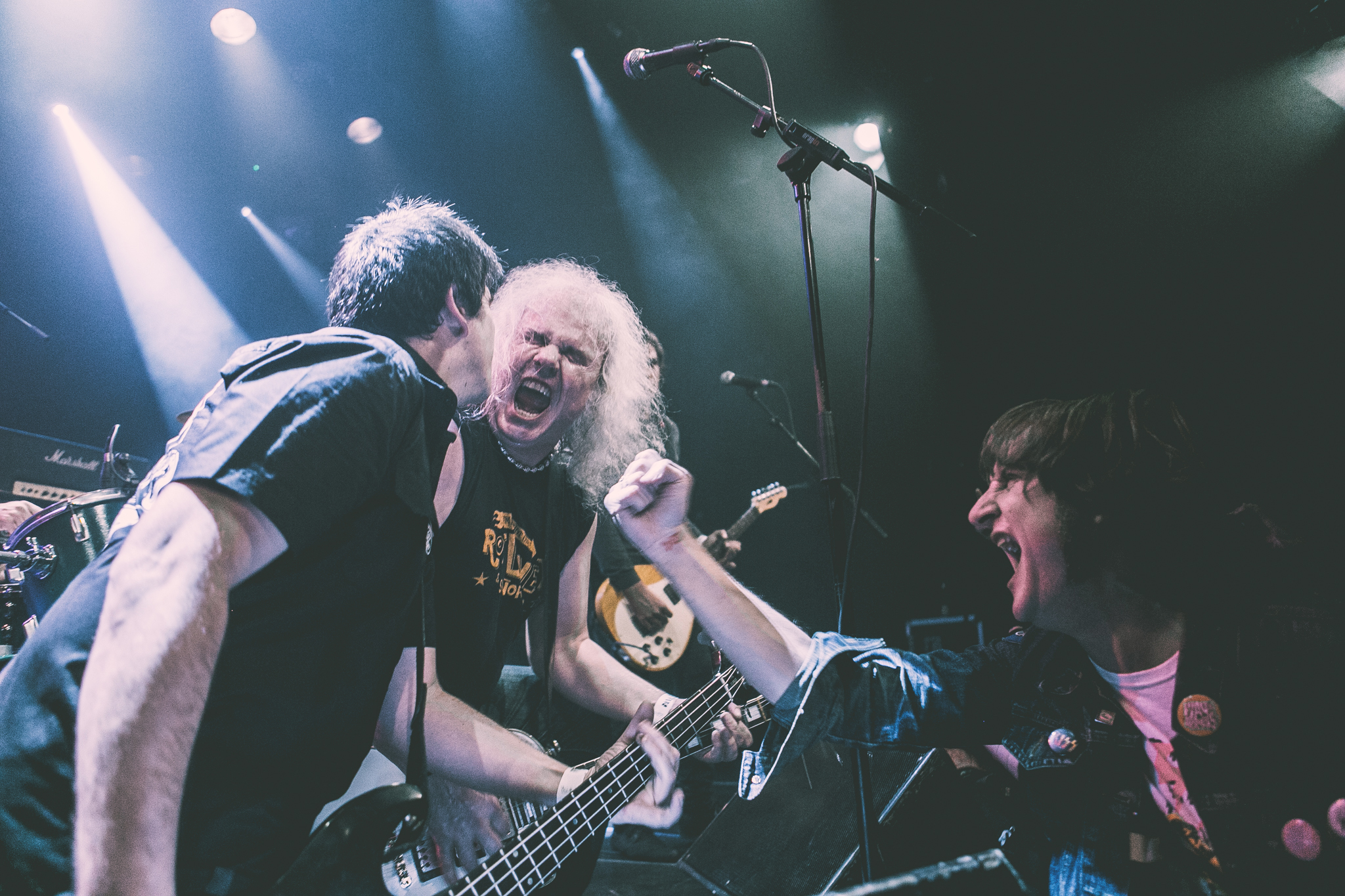
Señor No en concierto en 2017.

Señor No es un grupo musical español procedente de San Sebastián.

## Historia
Señor No nace en los locales de Buenavista, foco de la escena punk-rock de San Sebastián (País Vasco), en la primavera de 1993, tras la disolución del grupo La Perrera, donde habían militado Xabi (guitarra y voz) y Mikel (bajo). Para el nuevo proyecto fichan al batería Andoni, anteriormente en Dead Movies, y a Imanol (guitarra), sin experiencia previa. Las influencias de la banda son muy variadas. Las más importantes tal vez proceden del rock más fuerte de la década de los 70 (Stooges, MC5, Motörhead ...) y del punk del '77 (Damned, Dead Boys, Ramones, The Saints ...) 
En 1994 registran una maqueta con cinco temas, que llamará la atención del sello No Tomorrow, y que estaba previsto, se convirtiera en un 7". Finalmente, esta maqueta, junto con nuevos temas grabados en septiembre de ese mismo año, se convierte en el LP debut de Señor No y segunda referencia "grande" de NT. El disco aparece a finales de año y recibe críticas que van desde lo entusiasta, hasta lo indiferente.
A partir de la edición del LP, el ritmo de trabajo de Señor No se intensifica, tocando con más frecuencia y registrando dos nuevos trabajos en un 7", ("Mira mi dedo", y casi dos años después de las primeras sesiones de grabación, su segundo LP "No Mundo"). Éste es el LP que Señor No llevaba dentro, y que no acertaron a sacar en su primer intento, sobre todo en lo que a producción se refiere. Los temas son de corta duración (24 min. para 11 canciones). A los pocos meses de su aparición, algunos medios[¿cuál?] ya lo saludaron como uno de los trabajos del año, como ocurrió con su LP debut. A partir de entonces Señor No aparece en multitud de recopilaciones nacionales e internacionales.[¿cuál?]
A lo largo del 98 se editan dos 7", con temas nuevos y versiones. Esta continua actividad hace que el grupo no pare de dar conciertos en todo el estado. En febrero de 1999, se edita "No me hables", tercer larga duración. Desde entonces la gira de presentación hasta finales de 1999, se desarrolla por toda la península ibérica. Durante el 2000 siguen los conciertos y aparecen más novedades; versiones en recopilatorios, homenajes y singles compartidos.
En el 2001 Señor No cambia de compañía discográfica fichando por Loli Jackson, el sello de Dover, dentro de EMI. Su cuarto y definitivo l.p. "Siempre te diré que no" se termina de grabar en el 2002 con la producción de Carlos Goñi (Revolver) en sus estudios Mojave de Valencia. La crisis dentro de EMI durante el 2002 provoca la repentina desaparición de Loli Jackson y ante las alternativas de otras compañías, el grupo opta por autoeditarse el LP bajo el sello GP Records, que ve la luz a principios del 2003.
Coincidiendo con la publicación del disco, Imanol deja de formar parte de la banda. Le sustituye durante unos meses Gorka (Etnies) hasta la definitiva incorporación de Mikel Yarza (ex Teen Dogs/Safety Pins) a la guitarra. Con esta formación se edita en el 2004 en GP records “La Ruta Interior” doble sencillo compartido con los suecos Sewergrooves. En este mismo año, se graba un acústico en directo en el Bukowski que verá la luz en el sello guipuzcoano Gaztelupeko Hotsak, en septiembre de 2005. Meses antes Mikel (bajo) y más tarde Andoni (batería) abandonan el grupo, sustituyéndoles al bajo un colaborador habitual en la banda, Unai (Astrozombies); y a la batería, Guanche (ex Teen Dogs/Vincent Von Reberb/Safety Pins), también tocando con Lobo Eléctrico. 
En su última formación seguía Xabi al frente del grupo, acompañado por músicos como son Fumai (exAstrozombies, y en el grupo desde hace muchos años), Fosy (The Snobs, La Banda Trapera del Río, Cancerberos,…) y Jorge Colldan (Holy Sheep, Kurt Baker Combo, y mil más). Bajo esta formación acaban de editar un sencillo llamado "A Veces No" que sale a la venta a finales de agosto de 2015.
En diciembre de 2015 publican su nuevo álbum "No Cambies Siempre" de la mano de Folc Records y además se embarcan en una gira de 10 días por toda España con Cheetah Chrome, gracias a El Beasto Recordings.

## Discografía
Álbumes:

Señor No (1994)
- 01.- Bellos Paisajes
- 02.- Amantes del Dolor
- 03.- Jugando (Conmigo Mismo)
- 04.- Melody Lee
- 05.- Lobo Solitario
- 06.- Prefiero Verte
- 07.- No
- 08.- Masacrante
- 09.- Otro lugar
- 10.- Siete Horas
- 11.- Que Más Da
- 12.- Looking at Yo

No mundo - 1996
- 01.- Esto

- 02.- Yo
- 03.- No Hay Amor
- 04.- Down Down Down
- 05.- Laberintos
- 06.- Olé
- 07.- L.S.D
- 08.- Recuerdos
- 09.- Nada
- 10.- Pictures of Lily
- 11.- El Diablo Esta Caliente

No me hables - 1996
- 01.- No Me Hables
- 02.- 1999
- 03.- Adiós
- 04.- we are not
- 05.- no time
- 06.- shaloney
- 07.- Peroquepasatiodalecaña
- 08.- loca
- 09.- viviendo en el desván
- 10.- Pues Vale
- 11.- que no

Siempre te diré que no - 2003
- 01.- Campanas mil
- 02.- Cita con el diablo
- 03.- Llámame
- 04.- Shin kicker
- 05.- Fiestón
- 06.- Siempre te diré que no
- 07.- Tómalo ardiente
- 08.- Segundos
- 09.- Tren de medianoche
- 10.- Mujer salvaje

Señor Sí - 2005
- 01.- Bukowski
- 02.- Otro lugar
- 03.- Llámame
- 04.- Mujer salvaje
- 05.- Algo que recordar
- 06.- Perra
- 07.- El diablo está caliente
- 08.- Crawling up a hill
- 09.- Está bien
- 10.- Chinaski
- No Cambies Siempre - 2015

Singles:
- Masacrante - 1994
- Mira mi dedo - 1996
- Está bien - 1998
- Living In My Own Nightmare - 1998
- A Veces No - 2015

Splits:
- With The Capaces - 2006
- With Nuevo Catecismo Católico - 2009

## Punk Rock Vasco
- Señor No
- Obligaciones
- Lobo Elétrico
- Nuevo Catecismo Católico

- Datos: Q9076671